# Gran Guinigi
Il Gran Guinigi è un premio che viene assegnato da una giuria di esperti ai migliori prodotti del settore del fumetto in Italia. Viene tenuto annualmente dal 1967 nell'ambito della fiera del fumetto Lucca Comics & Games e prende il nome dalla Torre Guinigi.

## Albo d'oro[1]

### Edizione del 1995[2]
Premio alla carriera: John Romita Sr., Giorgio Tabet, Nedeljko Dragic
Migliore autore di comics: François Boucq
Migliore disegnatore di comics: Don Rosa
Miglior editore di comics: Stato maggiore dell'Aeronautica italiana
Miglior animatore: Simona Mulazzini e Gianluigi Toccafondo
Migliore illustratore: Giovanni Grasso Fravego
Targhe per il trentennale: Gallieno Ferri, Alfonso Pichierri, Carlo Della Corte

### Edizione del 2001[3]
Maestro del fumetto: Aldo Di Gennaro
Miglior disegnatore italiano: Massimiliano Frezzato
Miglior sceneggiatore italiano: Gianfranco Manfredi
Miglior volume italiano: Il dono di Eric di Lorenzo Bartoli e Massimo Carnevale (Eura)
Miglior volume straniero: L'autoroute du soleil di Baru
Miglior serie italiana: W.I.T.C.H. (The Walt Disney Company Italia)
Miglior serie straniera: America's Best Comics
Miglior casa editrice: Coconino Press
Iniziativa editoriale: Hazard Edizioni
Miglior illustratore digitale: Marco Patrito
Miglior opera multimediale: Druuna: Morbus Gravis

### Edizione del 2002[4]
Miglior casa editrice: Star Comics
Gran Guinigi Speciale: Silvia Ziche e Vincenzo Cerami
Miglior autore: Corrado Mastantuono
Premio alla carriera: Sergio Zaniboni
Personaggio multimediale dell'anno: Martin Mystere

### Edizione del 2003[5]
Miglior Sceneggiatore: Mauro Boselli e Moreno Burattini
Miglior Disegnatore: Alessandro Barbucci e Barbara Canepa
Miglior Fumetto Seriale: La Lega degli Straordinari Gentlemen di Alan Moore e Kevin O'Neill (Magic Press)
Miglior Storia Breve: Il senso della paura di Daniele Brolli e Lorenzo Mattotti (Astorina)
Miglior Storia Lunga: In una lontana città di Jirō Taniguchi (Coconino)
Premio alla Carriera: Jean Van Hamme
Premio per un'iniziativa editoriale meritoria: I classici del fumetto di Repubblica

### Edizione del 2004[6]
Miglior Storia Lunga: Alias #1 – Identità segrete di Brian Michael Bendis e Michael Gaydos (Panini)
Miglior Storia Breve: Paul apprendista tipografo di Michel Rabagliatì (Coconino)
Miglior Fumetto Seriale: Monster di Naoki Urasawa (Panini)
Miglior Disegnatore: Andrea Accardi
Miglior Sceneggiatore: Tito Faraci
Premio per un'Iniziativa Editoriale Meritoria: Scuola di Fumetto (Coniglio) e Alta Fedeltà (BD)
Premio Speciale della Giuria per un Autore Unico: Joann Sfar
Premio Speciale della Giuria ad un Autore che ha lasciato il segno e continua a farlo: Massimo Mattioli

### Edizione del 2005[7]
Miglior Storia Lunga: Palle di Toro di Ralf König (Kappa)
Miglior Storia Breve: La più bella cosa di Giacomo Nanni (Coconino)
Miglior Fumetto Seriale: John Doe di Lorenzo Bartoli e Roberto Recchioni (Eura)
Miglior Disegnatore: Vanna Vinci
Miglior Sceneggiatore: Guido Nolitta
Miglior Autore Unico: Gipi
Premio per un'iniziativa editoriale meritoria: Schizzo! Presenta (Centro Fumetto Andrea Pazienza)
Premio per un Maestro del Fumetto: Grazia Nidasio

### Edizione del 2006[8]
Miglior Storia Lunga: Il grande Diabolik #13 – Gli anni perduti nel sangue di Alfredo Castelli, Mario Gomboli, Tito Faraci, Giuseppe Palumbo e Pierluigi Cerveglieri (Astorina)
Miglior Storia Breve: Hanno Ritrovato la Macchina di Gipi (Coconino)
Miglior Fumetto Seriale: L'età del bronzo di Eric Shanower (Free Books)
Miglior Disegnatore: Daniele Caluri
Miglior Sceneggiatore: Tiziano Sclavi
Miglior Autore Unico: Paolo Bacilieri
Premio Stefano Beani per un'iniziativa editoriale: Casa editrice Hazard, per aver pubblicato l'opera omnia di Osamu Tezuka
Premio per un Maestro del Fumetto: Gino D'Antonio
Menzione Speciale "strade del fumetto": Francesco Artibani

### Edizione del 2007[9]
Miglior Storia Lunga: Il Sangue della Mala di Jacques De Loustal e Philippe Paringaux (Coconino)
Miglior Storia Breve: Demo #2 – Emmy di Brian Wood e Becky Cloonan (Double Shot – Bottero)
Miglior Fumetto Seriale: La Fenice di Osamu Tezuka (Hazard)
Miglior Disegnatore: Riccardo Burchielli
Miglior Sceneggiatore: Garth Ennis
Miglior Autore Unico: Andrea Bruno
Premio Stefano Beani per un'iniziativa editoriale: BeccoGiallo
Premio per un Maestro del Fumetto: Sergio Toppi
Premio Speciale della Giuria: Daniel Clowes (Ice Haven, Coconino)

### Edizione del 2008[10]
Miglior Storia Lunga: Rughe di Paco Roca (Tunué)
Miglior Storia Breve: L'appuntamento, in In carne ed ossa, di Koren Shadmi (Double Shot)
Miglior Seriale: Criminal di Ed Brubaker e Sean Philips (Panini)
Miglior Disegnatore: Massimo Carnevale
Miglior Sceneggiatore: Diego Cajelli
Miglior Autore Unico: Marco Corona
Premio Stefano Beani per un'iniziativa editoriale: Torpedo di Enrique Sánchez Abulí e Jordi Bernet (BD)
Premio per un Maestro del Fumetto: Vittorio Giardino
Menzione Speciale: EC Comics (001)

### Edizione del 2009
Miglior Storia Lunga: Come un guanto di velluto forgiato nel ferro di Daniel Clowes (Coconino)
Miglior Storia Breve: Profumo, in Blue Speciale #2 – Sniff Comics. Sesso, aromi e amori, di MP5 e Valerio Bindi (Coniglio)
Miglior Storia Seriale: Grotesque di Sergio Ponchione (Coconino)
Miglior Disegnatore: Pasquale Frisenda
Miglior Sceneggiatore: Michele Medda
Miglior Autore Unico: Joann Sfar
Premio Stefano Beani per un'iniziativa editoriale: Kirby King of Comics di Mark Evanier (BD)
Premio per un Maestro del Fumetto: Robert Crumb

### Edizione del 2010
Miglior Storia Lunga: La porta di Sion di Walter Chendi (BD)
Miglior Storia Breve: Il chiodo fisso di Arthur de Pins e altri (B&M)
Miglior Fumetto Seriale: Kick-Ass di Mark Millar e John Romita Jr. (Panini) e Pluto di Naoki Urasawa (Panini)
Miglior Disegnatore: Darwyn Cooke (Richard Stark’s Parker – Il Cacciatore, BD)
Miglior Sceneggiatore: Carlos Trillo (L'eredità del colonnello, Coniglio)
Miglior Autore Unico: Manuele Fior (Cinquemila chilometri al secondo, Coconino – Fandango)
Premio Stefano Beani per un'iniziativa editoriale: Little Annie Fanny vol. 1 (1962-1970) di Harvey Kurtzman e Will Elder (Magic Press)
Premio per un Maestro del fumetto: Jirō Taniguchi

### Edizione del 2011[11]
Miglior Storia Lunga: Asterios Polyp di David Mazzucchelli (Coconino)
Miglior Storia Breve: Tutto questo è stato fatto per il tonno, in Hotel, di Boichi (Panini)
Miglior Seriale: Zombillenium di Arhtur De Pins (ReNoir)
Miglior Disegnatore: Laura Zuccheri (Le spade di vetro, ReNoir)
Miglior Sceneggiatore: Joe Kelly (I kill giants, BAO) e David Chauvel (Octave, Tunué)
Miglior Autore Unico: Baru (Pompa i bassi, Bruno!, Coconino)
Premio Stefano Beani per un'iniziativa editoriale: Jacovitti. 60 anni di surrealismo a fumetti di Franco Bellacci, Luca Boschi, Leonardo Gori e Andrea Sani (Nicola Pesce)
Premio per un Maestro del Fumetto: Enrique Breccia
Premio Speciale della Giuria: Love. La tigre di Frédéric Brrémaud e Federico Bertolucci (BD)

### Edizione del 2012[12]
Miglior Storia Lunga: I segreti del Quai d'Orsay di Christophe Blain e Abel Lanzac (Coconino – Fandango)
Miglior Storia Breve: La profezia dell'Armadillo di Zerocalcare (BAO)
Miglior Fumetto Seriale: Billy Bat di Naoki Urasawa (GP)
Miglior Disegnatore: Cyril Pedrosa e Fabio Civitelli
Miglior Sceneggiatore: Brian Michael Bendis
Miglior Autore Unico: Manu Larcenet (Blast, Coconino – Fandango)
Premio Stefano Beani per un'iniziativa editoriale: Tunué per la collana Tipitondi
Premio per un Maestro del Fumetto: Hermann
Premio Speciale della giuria: Mino Milani

### Edizione del 2013[13]
Miglior Storia Lunga: La Memoria dell'Acqua di Mathieu Reynès, Valérie Vernay (Tunué)
Miglior Storia Breve: L'Orrore di Dunwich di Joe R. Lansdale e Peter Bergting (BD)
Miglior Fumetto Seriale: Saga di Brian K. Vaughan e Fiona Staples (BAO)
Miglior Disegnatore: Giuseppe Palumbo
Miglior Sceneggiatore: Paola Barbato
Miglior Autore Unico: Rutu Modan
Premio Stefano Beani per un'iniziativa editoriale: Hugo Pratt, le lezioni perdute di Laura Scarpa (Mompracem)
Premio per un Maestro del Fumetto: Silver
Premio Speciale della Giuria: Topolino #3000 (e oltre)

### Edizione del 2014
Miglior Graphic Novel: La gigantesca barba malvagia di Stephen Collins (BAO) e Jaybird di Lauri Ahonen e Jakko Ahonen (San Paolo)
Miglior Fumetto Breve: Uno scontro accidentale sulla strada per andare a scuola può portare a un bacio? di Shintarō Kago (Hikari)
Miglior Serie: Hilda e il Gigante di Mezzanotte di Luke Pearson (BAO)
Miglior Disegnatore: Gigi Cavenago
Miglior Sceneggiatore: Mariko Tamaki (E la chiamano Estate, BAO)
Miglior Autore Unico: Tuono Pettinato
Premio Stefano Beani per un'Iniziativa Editoriale: Krazy & Ignatz 1933/34 di George Herriman (Nova Express) e Collana dedicata ad Alberto Breccia (Comma 22)
Premio per un Maestro del Fumetto: Gipi
Premio Speciale della Giuria: Pop Economix di Davide Pascutti (Becco Giallo)
Menzione speciale: Scedola Patofies di Manuel Riz

### Edizione del 2015[1]
Miglior Fumetto Breve: Natali Neri e altre storie di guerra di Fabio Visintin (ComicOut)
Miglior Graphic Novel: Il porto proibito di Teresa Radice e Stefano Turconi (BAO) e Il ladro di libri di Alessandro Tota e Pierre Van Hove (Coconino)
Miglior Serie: C'era una volta in Francia di Fabien Nury e Sylvian Vallée (RW) e Last Man di Balak, Michaël Sanlaville e Bastien Vivès (BAO)
Premio Stefano Beani per un'Iniziativa Editoriale: Gen di Hiroshima di Keiji Nakazawa (Hikari)
Miglior Sceneggiatore: Robert Kirkman
Miglior Disegnatore: Roger Ibañez Ugena
Miglior Autore Unico: Asaf Hanuka
Premio per un Maestro del Fumetto: Alfredo Castelli
Menzione: From Here to Eternity di Francesco Guarnaccia (Mammaiuto)
Premio Speciale della Giuria: La scimmia di Hartlepool di Wilfrid Lupano e Jérémie Moreau (Tunué)
Premio Speciale Librerie Feltrinelli: Dimentica il mio nome di Zerocalcare (BAO)

### Edizione del 2016[14]
Miglior Graphic Novel: Gli equinozi di Cyril Pedrosa (BAO)
Miglior Storia Breve: Green Manor di Fabien Vehlmann e Denis Bodart (BAO)
Miglior Serie: Sunny di Taiyō Matsumoto (J-Pop)
Miglior disegnatore: Alexandre Clérisse
Miglior sceneggiatore: Neil Gaiman
Migliore autore unico: Igort
Premio Stefano Beani per un'iniziativa editoriale: Il Mago di Oz di Anna Brandoli e Renato Queirolo (ComicOut)
Premio speciale della giuria: Da quassù la Terra è bellissima di Toni Bruno (BAO)
Premio Yellow Kid per un Maestro del Fumetto: Albert Uderzo
Premio Speciale Librerie Feltrinelli: Il cane che guarda le stelle di Takashi Murakami (J-Pop)

### Edizione del 2017[15]
Miglior Graphic Novel: Ghirlanda di Jerry Kramsky e Lorenzo Mattotti (Logos)
Miglior Fumetto Breve: Palla di Paolo Bacilieri (Hollow Press)
Miglior Serie: Ut di Corrado Roi e Paola Barbato (Bonelli)
Miglior Disegnatore/Disegnatrice: Sara Colaone (Leda, Coconino)
Miglior Sceneggiatore/Sceneggiatrice: Gabi Beltrán (Storie del Barrio, Tunué)
Miglior Autore Unico/Autrice Unica: Joyce Farmer (Special Exits, Eris)
Premio Stefano Beani per un'iniziativa editoriale: Canicola (L’uomo senza talento di Yoshiharu Tsuge)
Premio Speciale della Giuria: Niger di Leila Marzocchi (Coconino)
Premio Yellow Kid al Maestro del Fumetto: José Muñoz

### Edizione del 2018[16]
Miglior Graphic Novel: La mia cosa preferita sono i mostri di Emil Ferris (BAO)
Miglior Fumetto Breve o raccolta: I gioielli di Elsa di Sarah Mazzetti (Canicola)
Miglior Serie: Mercurio Loi di Alessandro Bilotta e collaboratori (Bonelli)
Miglior Disegnatore/Disegnatrice: Barbara Baldi (Lucenera, Oblomov)
Miglior Sceneggiatore/Sceneggiatrice: Jeff Lemire (Black Hammer, BAO)
Miglior Autore Unico/Autrice Unica: Emmanuel Guibert (Martha e Alan, Coconino)
Premio Stefano Beani per un’iniziativa editoriale: Fumetti nei musei di aa.vv. (MiBACT/Coconino)
Premio Speciale della Giuria: Vivo e morto di David Prudhomme (Oblomov)
Premio Yellow Kid al Maestro del Fumetto: Leiji Matsumoto

### Edizione del 2019[17]
Miglior Graphic Novel: Bezimena. Anatomia di uno stupro di Nina Bunjevac (Rizzoli Lizard)
Miglior Fumetto Breve o Raccolta: Senza Limiti di Jillian Tamaki (Coconino Press)
Miglior Serie: Gli Orchi-Dei di Hubert e Bertrand Gatignol (BAO Publishing) e Demon di Jason Shiga (Coconino Press)
Miglior Fumetto per Giovani Lettori: Storiemigranti di Nicola Bernardi e Sio (Feltrinelli Comics)
Riscoperta di un'Opera: Il diario della mia scomparsa di Hideo Azuma (J-Pop)
Miglior Esordiente: Fumettibrutti e ZUZU
Miglior Disegnatore: Martoz (Instantly Elsewhere, Shockdom)
Miglior Sceneggiatore: Lorenzo Palloni (La Lupa, saldaPress e Instantly Elsewhere, Shockdom)
Miglior Autore Unico: Jason Lutes (Berlin, Coconino Press)
Nuova Iniziativa Editoriale: Collana Audace (Sergio Bonelli Editore)
Premio Speciale della Giuria: Mat Brinkman (Multiforce e Teratoid Heights, Hollow Press)
Premio Yellow Kid per un Maestro del Fumetto: Chris Claermont

### Edizione del 2020[18]
Premio Yellow Kid Fumetto dell'Anno: Un'estate fa di Zidrou e Jordi Lafebre (BAO Publishing)
Premio Yellow Kid Autore dell'Anno: Manuele Fior (Celestia, Oblomov Edizioni) e Eleanor Davis (Il futuro non promette bene, Rizzoli Lizard)
Premio Yellow Kid Maestro del Fumetto: AkaB
Miglior Fumetto Breve o Raccolta: Ho ucciso Adolf Hitler di Jason (001 Edizioni)
Miglior Fumetto Seriale: Attica di Giacomo Bevilacqua (Sergio Bonelli Editore)
Miglior Disegno: Vittoria Macioci (Desolation Club vol. 1, saldaPress)
Miglior Sceneggiatura: Teresa Radice (Le ragazze del Pillar, BAO Publishing)
Miglior Esordiente: Walter Leone (SS Tata, Edizioni BD)
Premio Stefano Beani per un'Iniziativa Editoriale: Čapek

### Edizione del 2021[19]
Premio Yellow Kid Fumetto dell'Anno: Rusty Brown di Chris Ware (Coconino Press – Fandango)
Premio Yellow Kid Autore dell'Anno: Marco Galli (Dentro una scatola di latta, Eris Edizioni)
Premio Yellow Kid Maestro del Fumetto: Lorenzo Mattotti
Miglior Fumetto Seriale: Asadora! di Naoki Urasawa (Panini Comics)
Miglior Fumetto Breve o Raccolta: A.M.A.R.E. di Amanda Vähämäki, Martina Sarritzu, Alice Socal, Roberta Scomparsa, Eliana Albertini, a cura di Liliana Cupido e Roberta Colombo (Canicola)
Miglior Disegno: Werther Dell'Edera (Something Is Killing the Children, Edizioni BD)
Miglior Sceneggiatura: Lee Lai (Stone Fruit, Coconino Press – Fandango)
Premio Changes Miglior Esordiente: Miguel Vila (Padovaland, Canicola)
Premio Stefano Beani Miglior Iniziativa Editoriale: le riviste di fumetti umoristici a cura di Sio per Shockdom (Scottecs Megazine, Shonen Ciao, Evviva!)
Premio Speciale della Giuria: Penss e le pieghe del mondo di Jérémie Moreau (Tunué)